# Campeonato Europeo de Tenis de Mesa de 2022
El XXXVII Campeonato Europeo de Tenis de Mesa se celebró en Múnich (Alemania) entre el 13 y el 21 de agosto de 2022 bajo la organización de la Unión Europea de Tenis de Mesa (ETTU) y la Federación Alemana de Tenis de Mesa.
Las competiciones se realizaron en el Rudi-Sedlmayer-Halle de la capital bávara.

## Medallistas

### Masculino
| Evento             | Oro                                        | Plata                                     | Bronce                                                                       |
| ------------------ | ------------------------------------------ | ----------------------------------------- | ---------------------------------------------------------------------------- |
| Individual (21.08) | Dang Qiu · Alemania                        | Darko Jorgić Eslovenia                    | Mattias Falck · Suecia Kristian Karlsson · Suecia                            |
| Dobles (18.08)     | Mattias Falck · Kristian Karlsson · Suecia | Daniel Habesohn · Robert Gardos · Austria | Alexis Lebrun · Félix Lebrun · Francia Jon Persson · Anton Källberg · Suecia |

### Femenino
| Evento             | Oro                                                    | Plata                                         | Bronce                                                                                  |
| ------------------ | ------------------------------------------------------ | --------------------------------------------- | --------------------------------------------------------------------------------------- |
| Individual (21.08) | Sofia Polcanova · Austria                              | Nina Mittelham · Alemania                     | Shan Xiaona · Alemania Sabine Winter · Alemania                                         |
| Dobles (18.08)     | Sofia Polcanova · Austria · Bernadette Szőcs · Rumania | Elizabeta Samara · Andreea Dragoman · Rumania | Xia Lian Ni · Sarah De Nutte · Luxemburgo María Xiao · España · Adina Diaconu · Rumania |

### Mixto
| Evento         | Oro                                   | Plata                                       | Bronce                                                                                   |
| -------------- | ------------------------------------- | ------------------------------------------- | ---------------------------------------------------------------------------------------- |
| Dobles (15.08) | Jianan Yuan Emmanuel Lebesson Francia | Bernadette Szőcs · Ovidiu Ionescu · Rumania | Sofia Polcanova · Robert Gardos · Austria Barbora Balážová · Ľubomír Pištej · Eslovaquia |

## Medallero
| Núm. | País       | Oro | Plata | Bronce | Total |
| ---- | ---------- | --- | ----- | ------ | ----- |
| 1    | Austria    | 2   | 1     | 1      | 4     |
| 2    | Rumania    | 1   | 2     | 1      | 4     |
| 3    | Alemania   | 1   | 1     | 2      | 4     |
| 4    | Suecia     | 1   | 0     | 3      | 4     |
| 5    | Francia    | 1   | 0     | 1      | 2     |
| 6    | Eslovenia  | 0   | 1     | 0      | 1     |
| 7    | Eslovaquia | 0   | 0     | 1      | 1     |
| 7    | España     | 0   | 0     | 1      | 1     |
| 7    | Luxemburgo | 0   | 0     | 1      | 1     |
|      | TOTAL      | 6   | 5     | 11     | 22    |